# Døjringe
Døjringe er en gammel landsby i Munke Bjergby Sogn i Vestsjælland, beliggende 7 km N for Sorø og 3 km SØ for Munke Bjergby.

## Historie
Området har været befolket langt tilbage i tiden, og det har sat sine aftryk, bl.a. i form af en del stendysser. 

### Navn
Området har haft flere navne gennem tiderne, bl.a. De dødes rige, døde ringe og nu Døjringe. På Kort og Matrikelstyrelsens kort fra 1842-99 kaldes det Dödringe, på kort fra 1928-40 Döjringe.

### Jernbanen
Døjringe Station lå på Sorø-Vedde-banen (1903-50). Stationsbygningen er bevaret på Dyssevej 3.

### Kommunalreformer
Sognet lå indtil Kommunalreformen i 1970 i Alsted Herred ï Sorø Amt. Derefter lå det i Stenlille Kommune indtil Kommunalreformen i 2007 og nu i Sorø Kommune.